# Adolf Robitschek
Koordinaten: 48° 12′ 45,7″ N, 16° 21′ 15,2″ O
Das Unternehmen Adolf Robitschek ist ein Wiener Musikverlag und ehemaliger k.u.k. Hoflieferant. Die Adresse ist Wickenburggasse 7–9 im 8. Wiener Gemeindebezirk Josefstadt.

## Geschichte
Leopold Buchholz gründete 1870 den Verlag Buchholz & Diebel in Troppau. Er betrieb auch ein eigenes Sortiment und eine Leihanstalt. 1873 verlegte das Unternehmen seinen Sitz nach Wien und zog zuerst in die Bräunerstraße 2 im 1. Bezirk ein. Ferdinand Rebay und Wilhelm Stenzl kauften den Einzelhandel und die Leihanstalt, während das Verlagsgeschäft noch bei Buchholz & Diebel verblieb. Wilhelm Stenzl trat 1879 aus der Firma aus und Adolf Robitschek (* 1853 in  Neutitschein; † 18. Februar 1934 in Wien), der Sohn eines böhmischen Tuchfabrikanten und ein Musikeinzelhändler, kaufte sich am 27. September des gleichen Jahres ein. 1883 wurde zum Sortiment auch noch das Verlagsgeschäft von Buchholz & Diebel übernommen.
Der Komponist Theodor Franz Schild trat 1886 in den Verlag ein und arbeitete dort bis zu seinem Tod im Jahr 1929. 

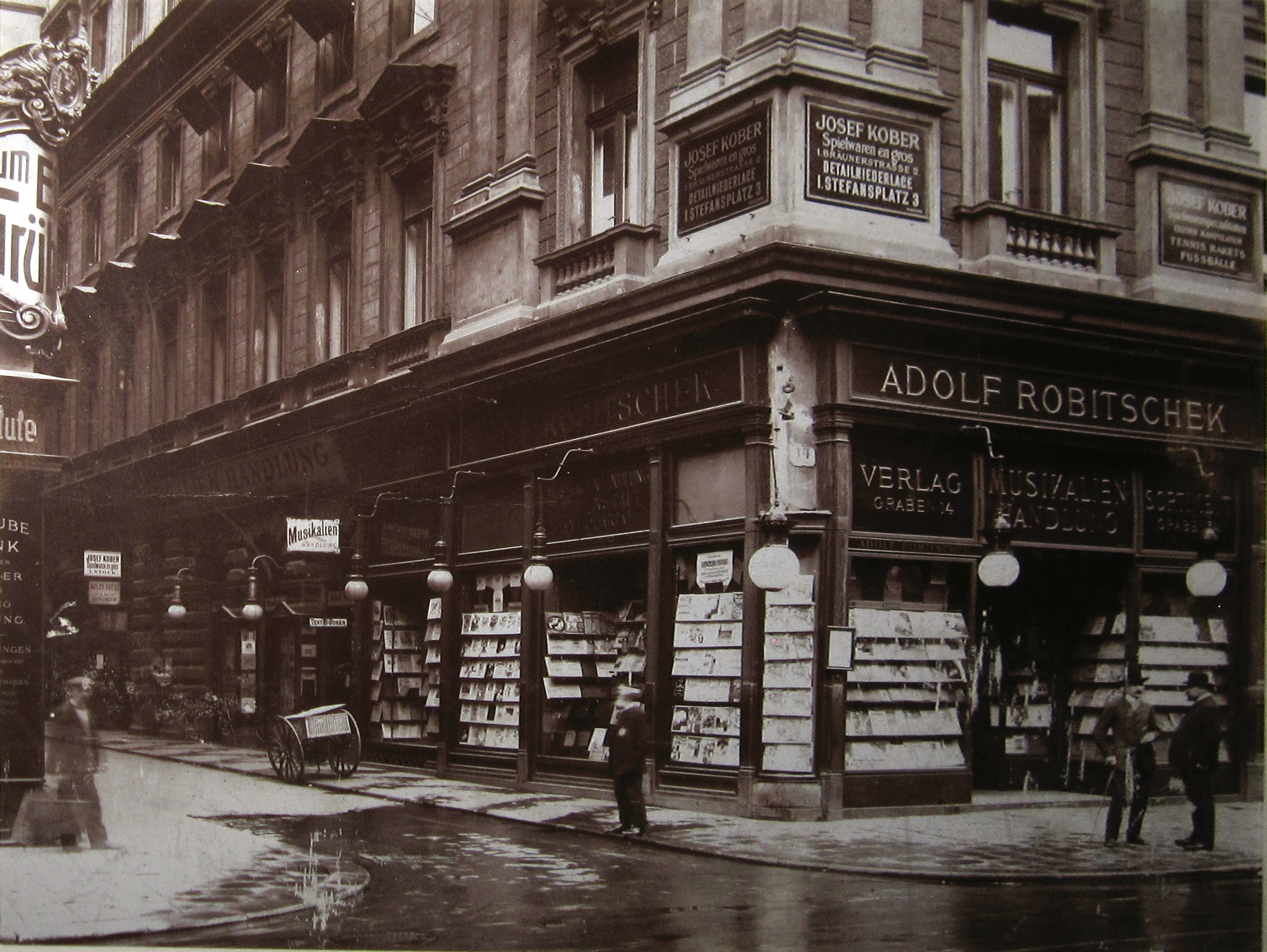
Das Geschäftslokal Ecke Graben/Bräunerstraße, um 1900

1887 wurde Adolf Robitschek Alleineigentümer der Firma und baute den Verlag weiter aus. Zu der Zeit veröffentlichte sein Verlag vor allem Werke österreichischer Komponisten, wie Anton Bruckner, Ignaz Brüll, Robert Fuchs und Franz Lehár. Ein Schwerpunkt war Chormusik, die bis heute ein wesentliches Standbein des Verlags ist.  
1893 wurde die Musikalienhandlung Rudolf Bußjäger (ehemals Bösendorfer) in Wien erworben, das Verkaufslokal in der Herrengasse wurde aber behalten. Das Geschäft wurde dann ab 1907 zusammengelegt am Graben 14 und Bräunerstraße 2. Filialen bestanden in Leipzig in der Salomonstraße 16 und in Wiesbaden.
1901 war Robitschek einer der drei Gründer (die anderen waren Josef Weinberger und Bernhard Herzmansky von Doblinger), der Universal Edition Aktiengesellschaft mit Sitz in Wien. Robitschek hatte 304 Anteile an der neuen Firma. 1907 übernahm das Unternehmen für die Universal Edition auch die Auslieferung für Österreich-Ungarn, Italien und die Balkanstaaten.

Leopoldine Kutzel als „Die harbe Poldi“ (Verlag Rebay & Robitschek)
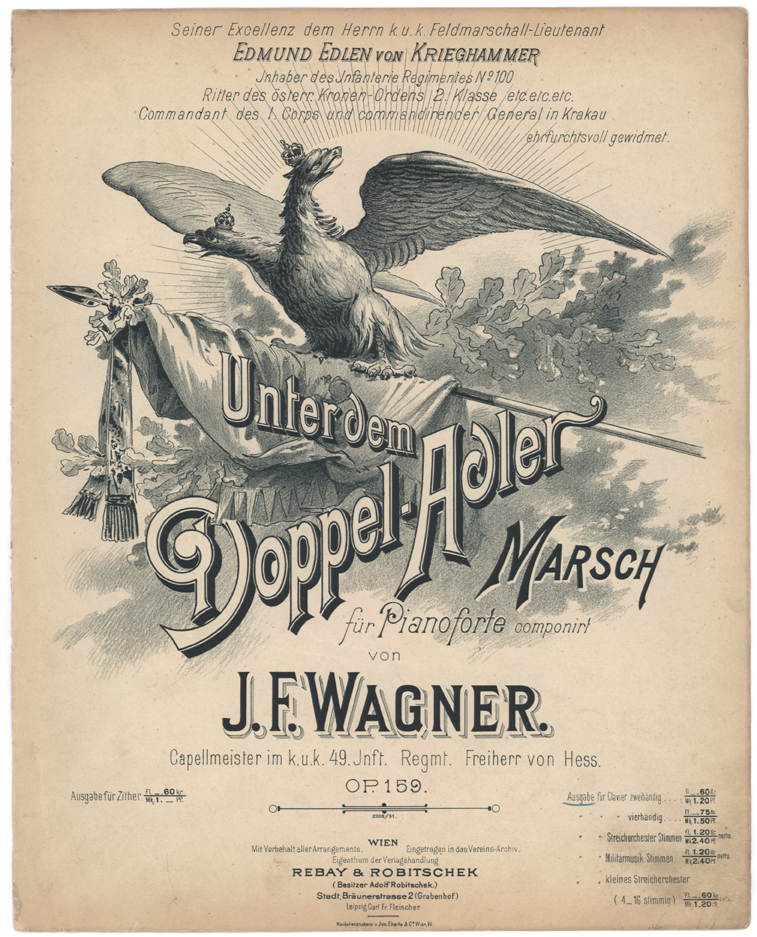
J. F. Wagners Opus 159 aus dem Verlag Rebay & Robitschek
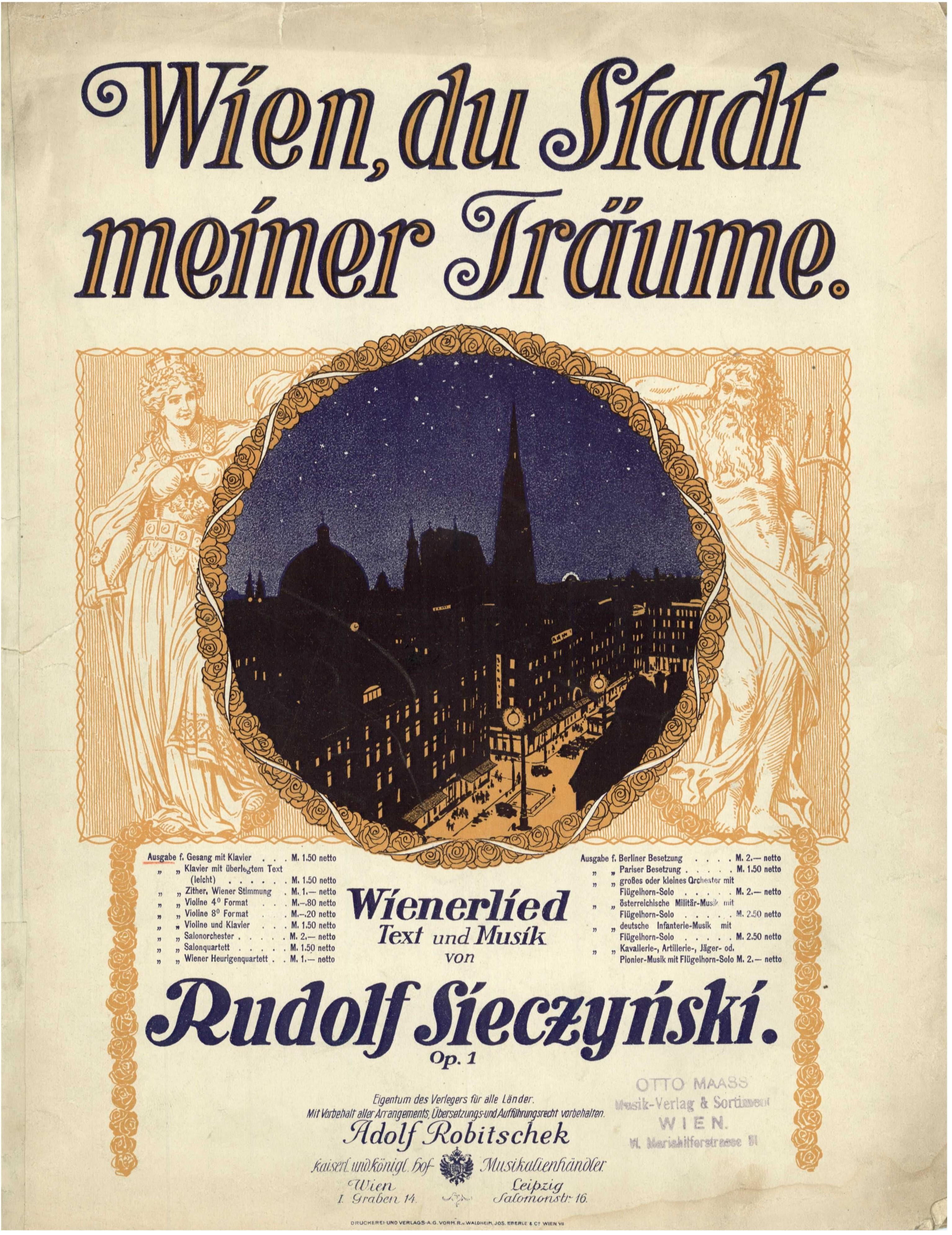
Wien, du Stadt meiner Träume erschien im Verlag Adolf Robitschek
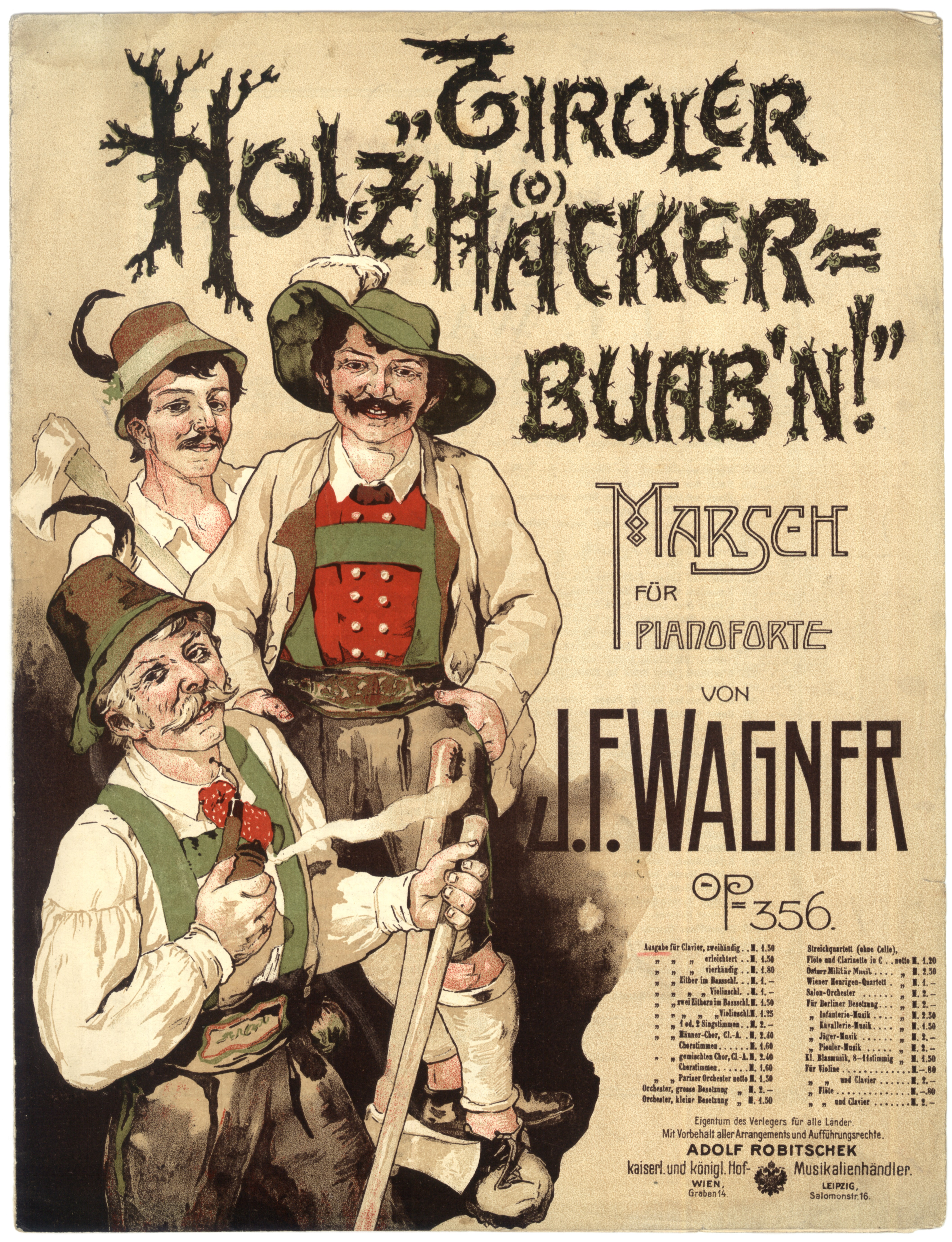
J. F. Wagners Opus 356 aus dem Verlag Adolf Robitschek

Mit diesem Erfolg wurde Adolf Robitschek schließlich zum „k.u.k Hof-Musikalienhändler“ ernannt. Mit dieser Ernennung änderten sich die Öffnungszeiten; es wurde ein spezieller Verkaufstag pro Woche für den Hof eingerichtet, an dem das Geschäft für das allgemeine Publikum geschlossen blieb. 1909 umfasste der Verlagskatalog rund 4500 Werke. Schlager wie Servus Du von Robert Stolz, Unter dem Doppel-Adler von Josef Franz Wagner (1902), Wien, du Stadt meiner Träume, besser bekannt als Wien, Wien nur du allein von Rudolf Sieczyński (1912) wurden von Robitschek herausgegeben. Hugo Winkelmann beschrieb Adolf Robitschek 1907 in einem Brief an den Musikpädagogen Hans Wagner-Schönkirch als „ein gewiss ideal denkender und handelnder Mensch der mancher Talent fördert …“.

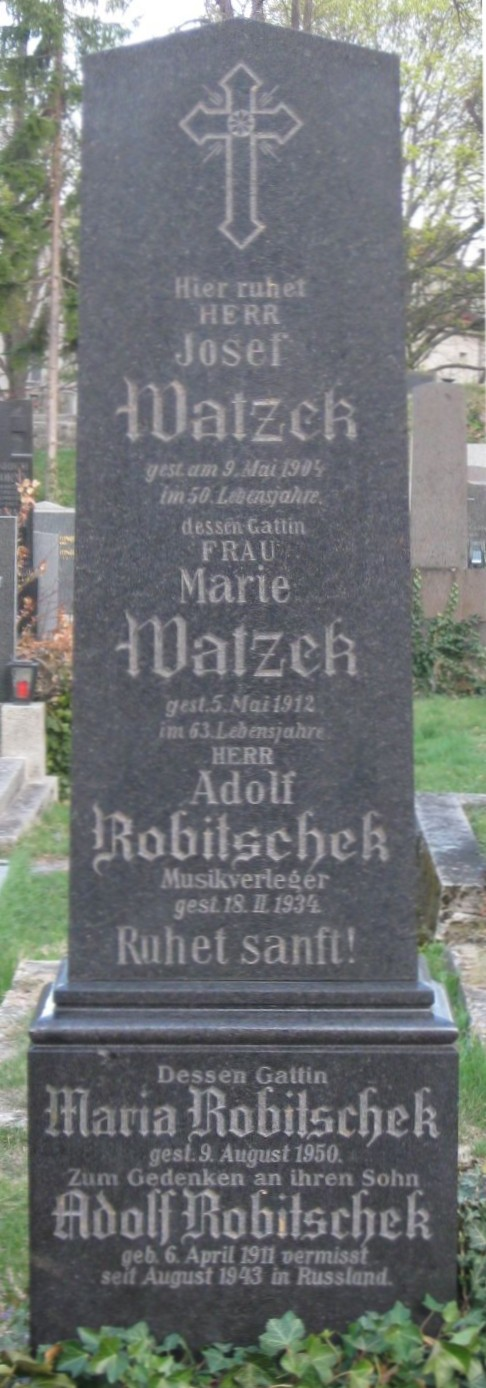
Grabstein für Adolf Robitschek (1853–1934) am Gersthofer Friedhof

Der Erste Weltkrieg und der Zusammenbruch der Monarchie brachten dem Unternehmen schwere Zeiten, große Teile des Absatzmarktes in den ehemaligen Kronländern fielen aus. Erst in den 1920er Jahren konnte es sich langsam erholen.
Adolf Robitschek starb 1934 und wurde auf dem Gersthofer Friedhof begraben (Gruppe 2, Reihe 4, Nr. 40). Sein Sohn Adolf Robitschek (jun.) übernahm  das Unternehmen. Er musste das Geschäft am Graben aufgeben, behielt aber das Lokal in der Bräunerstraße. Im Verlauf Kriegshandlungen während des Zweiten Weltkrieges gilt Adolf Robitschek seit August 1943 als in Russland vermisst, seine Witwe Maria Robitschek († 1951) übernahm die Leitung. Unterstützt wurde sie dabei vom Prokuristen Michael Hammer († 1947). 1948 trat der Vetter von Adolf Robitschek jun., Karl Robitschek als Angestellter ein. Gemeinsam mit Hedwig Robitschek übernahm er 1951 den Verlag, das Musikaliensortiment und Antiquariat.
1977 wurde Gerhard Löffler Geschäftsführer. Er führte neue Verlagskataloge und eigene Chorsätze ein und entdeckte die bei Robitschek verlegten Werke von Robert Fuchs wieder. Die beiden Töchter von Hedwig Robitschek, Karin Reitz und Hedda Löffler, leiteten das Geschäft in der Bräunerstraße 2 bis zur Aufgabe des Lokals 2007. Der Verlag befindet sich nach wie vor im Familienbesitz.

## Dokumente
- Ein Briefwechsel mit dem Verlag C. F. Peters befindet sich im Bestand des Leipziger Musikverlages C. F. Peters im Staatsarchiv Leipzig.